# Florestano Di Fausto
Florestano Di Fausto (Rocca Canterano, 16 de julio de 1890 - Roma, 11 de enero de 1965), fue un ingeniero, arquitecto y político italiano. Como arquitecto se le reconoce su labor incontrastable como protagonista de la arquitectura italiana realizada durante el periodo fascista en el Dodecaneso y después en la Libia italiana.

## Biografía
Nació en Rocca Canterano, pequeña localidad italiana de la provincia de Roma. Se licenció en arquitectura en la Academia de Bellas Artes de Roma y posteriormente, en 1922 en ingeniería civil. Entre 1916 y 1923 realizó sus primeros trabajos colaborando con el escultor Pier Enrico Astorri en el monumento a Pío X, inaugurado el 28 de junio de 1923 en la Basílica de San Pedro de el Vaticano.
Entre 1924 y 1932 trabajó como consejero del Ministerio de Asuntos Exteriores italiano, periodo en el que construyó o transformó numerosos edificios en países extranjeros para sedes de representaciones diplomáticas o institutos de cultura italiana.

### Rodas y Dodecaneso
En 1923, Di Fausto comenzó a trabajar para Mario Lago, el gobernador del Dodecaneso italiano, iniciándose este periodo con la elaboración del nuevo plan urbano de Rodas, que finalizó en 1926, creando un ensanche extramuros que añadía nuevos espacios y reutilizaba las vías y las alineaciones del primitivo plan de Hipodamo de Mileto. 
La principal avenida de la ciudad se estrenó con el nombre de Foro Italico y los edificios principales proyectados por Di Fausto exhibían una ecléctica mezcla de estilos como el bizantino, el otomano, renacentista, gótico veneciano, junto con elementos de la arquitectura local.  De ese periodo destacan el palacio del Gobernador, en estilo gótico veneciano y la catedral de la Anunciación o de San Juan.

### Libia
Gracias a sus buenas relaciones con el régimen fascista de Benito Mussolini, al tiempo que trabajaba en el Egeo, Di Fausto continuó realizando proyectos en Italia y en Albania.
En 1932 realizó tareas como consejero de arquitectura en la ciudad de Trípoli, capital de la Libia italiana, iniciando el último periodo creativo de su carrera profesional, que se prolongó hasta el inicio de la Segunda Guerra Mundial.
Entre 1948 y 1953 fue diputado de la Asamblea constituyente en las filas de la Democracia cristiana.
Fue miembro de la Academia de San Lucas y de la Academia Pontificia del Panteón. También formó parte de la Comisión de Instrucción Pública y Bellas Artes del Senado. Falleció en Roma en 1965.